# 天主教弗拉芒人民党
天主教弗拉芒人民党（荷蘭語：Katholieke Vlaamse Volkspartij，简称KVV）是比利时曾经的一个政党，存在于1936-1945年。

## 历史
1936年，天主教党在比利时大选中失败，天主教弗拉芒人民党作为该党的弗拉芒派系而成立。1945年，两党合并为基督教社会党。